# Jean-Yves Chay
Jean-Yves Chay, né le 8 avril 1948 à Angers, est un joueur et entraîneur de football. Ancien gardien de but, il s'est reconverti en entraîneur après sa carrière.

## Biographie
Outre ses différents postes d'entraîneurs, de 1979 à 1985, il fut conseiller technique régional de Bourgogne. Il a été superviseur des adversaires de l’AS Saint-Étienne dans les années 2000. 
Le 17 septembre 2012, il est nommé entraîneur adjoint de Pascal Dupraz à l'Évian Thonon Gaillard Football Club. En effet, afin de répondre à une règle de la Ligue de football professionnel, le club recherchait activement un technicien titulaire du Diplôme d’Entraîneur Professionnel de Football ce qui n'est pas le cas de Dupraz,. À partir de la saison 2014-2015, la mission de « prête-nom » prend fin puisque Pascal Dupraz bénéficie d'une dérogation en vertu du passage cette année-là du diplôme demandé par la LFP.

## Palmarès

### Entraîneur
- Vainqueur de la Coupe de la CAF 2002 avec la JS Kabylie
- Champion d'Algérie en 2006 avec la JS Kabylie
- Finaliste de la Supercoupe d'Algérie 2006 avec la JS Kabylie
- 3e place du Championnat d'Algérie de football en 2009 avec la JSM Bejaia

| Années    | Équipe                | Stats |
|           |                       |       |
| 1985-1988 | FC Montceau Bourgogne |       |
| 1988-1990 | FC Gueugnon           |       |
| 1990-1994 | JGA Nevers            |       |
| 1994-1995 | Stade briochin        |       |
| 1995-1996 | AS Gabès              |       |
| 1996-1997 | US Monastir           |       |
| 1997      | Angers SCO            |       |
| 2000-2001 | Niger                 |       |
| 2002-2003 | JS Kabylie            |       |
| 2003-2004 | FC Rouen              |       |
| 2005-2006 | JS Kabylie            |       |
| 2007-2008 | Raja CA               |       |
| 2008-2009 | JSM Béjaia            |       |
| 2012-2014 | Évian TG FC           |       |
| 2017      | JS KABYLE             |       |
| 2021      | FC Annecy             |       |